# Àrsia
L'àrsia o àrsina (del llatí arsio, "cremar") era un dels mals usos que els nobles aplicaven sobre la pagesia servil catalana durant l'edat mitjana. L'àrsia obligava a la família pagesa a qui se li hagués cremat el mas a entregar un terç dels béns mobles que li quedessin al seu senyor feudal, com a càstig per la seva negligència.
Ja existia un precedent semblant en la legislació dels temps visigòtics, però és a partir del segle xi que aquest mal ús es troba aplicat a Catalunya. El 1486 la Sentència Arbitral de Guadalupe va incloure l'àrsia a la llista de mals usos tradicionalment aplicats sobre els serfs que a partir d'aquell moment aquests podrien anul·lar si a canvi pagaven la compensació estipulada al seu senyor.
Malgrat tot, és probable que l'aplicació efectiva de l'àrsia no hagués estat mai gaire habitual.